# Suối Hum
Suối Hum (tên khác: Suối Ea Li) là một con suối đổ ra Sông Krông Năng. Suối có chiều dài 15 km và diện tích lưu vực là 32 km². Suối Hum chảy qua các tỉnh Gia Lai, Phú Yên.